# Магнус II (герцог Саксен-Лауэнбурга)
Магнус II (1543 — 14 мая 1603, Ратцебург) — герцог Саксен-Лауэнбурга. Старший выживший сын герцога Франца I и Сибиллы Саксонской. 

## Биография
В 1571 году Магнус II вступил на престол после того, как его отец Франц I подал в отставку из-за долгов. Магнус был алкоголиком и часто применял насилие против подчиненных и в конфликтах. Деля правление со своим братом Францем II, он всячески пытался подавить своего соправителя.
Два года спустя Франц I, которому помог Франц II, сверг Магнуса II и вновь стал править. Вооружённые и судебные попытки Магнуса вернуть герцогство провалились. Он сбежал в Швецию, на родину своей жены принцессы Софии Вазы, в 1574 году. В следующем году его зять, король Швеции Эрик XIV дал Магнусу замок Сонебург в Ориссааре на острове Сааремаа. Магнус поссорился с местным датским штатгальтером и вновь бежал в Швецию.
После смерти их отца в 1581 году Магнус II и его младшие братья Франц II и Морица стали совместно править герцогством Саксен-Лауэнбург. Однако в 1588 году Франц II и Мориц заперли Магнуса II в замке Ратцебург за непрекращающуюся жестокость и продолжили совместное правление без него. Он провёл там всю оставшуюся жизнь и умер в 1603 году.

## Семья
В 1568 году Магнус II женился на шведской принцессе Софии (1547—1611). Когда в 1571 году Магнус II и его брат Франц II вступили на престол, она стала одной из герцогинь Саксен-Лауэнбурга. После 1574 года они жили в Швеции. Их брак был очень несчастливым, и в 1578 году брат Софии, король Швеции Юхан III, изгнал Магнуса из королевства. У Софии и Магнуса II был один сын:
- Густав Саксен-Лауэнбургский[англ.] (1570—1597), губернатор Кальмара, имел незаконного сына Магуса (1590—1640)